# ريد دوناهو
ريد دوناهو (بالإنجليزية: Red Donahue)‏ هو لاعب كرة قاعدة أمريكي، ولد في 23 يناير 1873 في واتربوري في الولايات المتحدة، وتوفي في 25 أغسطس 1913 في فيلادلفيا في الولايات المتحدة.

## وصلات خارجية
- ريد دوناهو على موقعبيزبول رفرنس.كوم (الدوري الرئيسي) (الإنجليزية)
- ريد دوناهو على موقعبيزبول رفرنس.كوم (الدوري الثانوي) (الإنجليزية)